# Шаптебань
Шаптебань (рум. Șaptebani) — село в Ришканському районі Молдови. Утворює окрему комуну.
У селі проживають молдовани та українці. Згідно з даними перепису 2004 року — 500 осіб (28 %).